# HD 49674 b
HD 49674 b는 마차부자리 방향으로 지구로부터 약 134광년 떨어진 곳에 있는 외계 행성이다. 어머니 항성은 태양과 매우 비슷한 G형 주계열성 HD 49674이다. 2002년 발견되었으며 도플러 효과법을 이용하여 존재를 증명했다. 특이한 점은 이 행성의 최소 질량은 이전까지 발견되었던 대다수 가스 행성들과는 달리 토성의 절반 수준에 불과했다(2004년까지 이보다 질량이 작은 행성은 발견되지 않았다). 그러나 상대적으로 작은 질량임에도 이 행성은 가스로 이루어져 있을 것으로 보인다. 어머니 항성을 4.95일에 1회 공전하며 표면 온도 역시 항성에서 가깝기 때문에 매우 뜨거울 것이다. 아마 행성 자체도 내부열 때문에 불그스름하게 달아올라 있을 것이다.

## 참고 문헌
- (영어) Butler;  외. (2003). “Seven New Keck Planets Orbiting G and K Dwarfs”. 《The Astrophysical Journal》 582 (1): 455–466. doi:10.1086/344570. 2012년 7월 13일에 원본 문서에서 보존된 문서. 2009년 6월 21일에 확인함.
- (영어) Butler;  외. (2006). “Catalog of Nearby Exoplanets”. 《The Astrophysical Journal》 646 (1): 505–522. doi:10.1086/504701. 2019년 12월 7일에 원본 문서에서 보존된 문서. 2009년 6월 21일에 확인함.